# マリオン・ハイツ
マリオン・ハイツ (Marion Heights) は、アメリカ合衆国ペンシルベニア州ノーサンバーランド郡にある区（バラ）である。2000年現在の人口は735人。

## 地理
マリオン・ハイツは北緯40度48分17秒、西経76度27分50秒にある。アメリカ国勢調査局によると、マリオン・ハイツの総面積は0.5km2で、すべて陸地である。

## 人口
2000年の国勢調査によると、マリオン・ハイツの人口は735人であり、314世帯、212家族が居住している。人口密度は 1平方キロメートルあたり1,493.6人である。375軒の家があり、1平方キロメートルあたり762.0軒の家が建っている。町の人種構成は、99.32%が白人、0.00%が黒人ないしアフリカ系アメリカ人、0.14%がアメリカ先住民、0.00%がアジア人、0.00%が太平洋諸島系、0.00%がその他の人種であり、0.54%は混血である。人口の0.41%はラテン系である。
全世帯の24.5%には18歳未満の子供が同居しており、48.7%は夫婦で一緒に生活している。13.7%は夫のいない女性が世帯主であり、32.2%は独身である。全世帯の29.9%は一人暮らしであり、15.6%が65歳以上である。平均世帯人数は2.34人、平均家族人数は2.89人である。
マリオン・ハイツの人口は、19.2%が18歳未満、18歳以上24歳以下が6.5%、25歳以上44歳以下が26.9%、45歳以上64歳以下が26.0%、65歳以上が21.4%である。年齢の中央値は43歳である。女性100人に対して男性は92.4人であり、18歳以上の100人の女性に対して男性は88.6人である。
町の1世帯あたりの平均収入は29,107ドルであり、1家族あたりの平均収入は37,500ドルである。男性の平均収入が31,029ドルに対し、女性の平均収入は21,250ドルである。1人あたりの収入は15,772ドルである。人口の5.9%（全家族の5.3%）が極貧層である。18歳以下の住民の2.7%、65歳以上の住民の11.0%は貧しい生活を送っている。